# Armin Mätzler
Armin Mätzler (* 20. Januar 1930 in Dresden; † 8. November 2018 in Düsseldorf) war ein deutscher leitender Kriminalbeamter und Sachbuchautor für Todesermittlungen.

## Leben und Wirken
Mätzler trat 1952 in den Polizeidienst des Landes Nordrhein-Westfalen ein und wechselte 1960 aus dem Streifen- und Postendienst zur Kriminalpolizei, in der er zunächst als Sachbearbeiter für Tötungsdelikte und Todesermittlungen tätig war. Hier war er unter anderem als Leiter der Mordkommission in die Ermittlungen gegen den als pädophilen Serienmörder bekannten Jürgen Bartsch involviert.
Nach seiner Ausbildung zum gehobenen Dienst übernahm Mätzler 1968 als einer der jüngsten Beamten die Leitung des Kommissariats für Todesermittlungen beim Polizeipräsidenten Düsseldorf. Daneben war er ständiger Leiter der Mordkommission der Kriminalhauptstelle in Düsseldorf.  Nach seiner Zulassung als Ratsbewerber und Ausbildung für den höheren Dienst an der Polizeiführungsakademie (PFA) in Hiltrup wurde er zunächst als Kriminalrat für ein Jahr zum Landeskriminalamt Nordrhein-Westfalen in Düsseldorf versetzt. 1976 kehrte er als Dienststellenleiter des für Tötungsdelikte und sonstige Todesermittlungen zuständigen 1. Kommissariats nach Düsseldorf zurück. Ab 1983 übernahm er beim Polizeipräsidenten Düsseldorf die Aufgaben des Leiters der Kriminalgruppe I, in der die Kommissariate mit den Zuständigkeiten für Tötungsdelikte und Todesermittlungen, Brandstiftung, erpresserischer Menschenraub, Geiselnahme, Vermisstenfälle, Sexualdelikte, Rauschgiftdelikte, Erpressung, Sprengstoff- und Waffendelikte sowie gefährliche und schwere Körperverletzung gebündelt waren. Daneben erhielt er Lehraufträge an den Fachhochschulen für öffentliche Verwaltung Nordrhein-Westfalen in Duisburg und Wuppertal. Mätzler galt als einer der profiliertesten Todesermittler Deutschlands und hat in dieser Eigenschaft diverse Fachbücher und Aufsätze in der polizeilichen Fachzeitschrift Kriminalistik publiziert.
Nach dem Dienstende von Manfred Gundlach wurde Armin Mätzler von 1985 bis zu seiner Pensionierung im Jahr 1990 Leiter der Kriminalpolizei im Polizeipräsidium Köln. Seinen schwierigsten Einsatz erlebte Mätzler in der tagelangen Geiselnahme von Gladbeck, die er als Einsatzleiter am 18. August 1988 durch Zugriff des Spezialeinsatzkommandos Köln auf der A 3 kurz vor der Grenze zu Rheinland-Pfalz beenden ließ.

## Familie
Armin Mätzler war seit 1953 mit Margot geb. Sievers (1931–2018) verheiratet. Aus der Ehe gingen drei Kinder hervor. Armin Mätzler starb am 8. November 2018 im Alter von 88 Jahren in Düsseldorf.

## Ehrungen
- 1996: Bundesverdienstkreuz am Bande[7]

## Publikationen (Auswahl)
- Todesermittlung. Polizeiliche Aufklärungsarbeit, Grundlagen und Fälle, Kriminalistik Verlag, Heidelberg 2009.
- Tod durch Strangulation, scharfe und stumpfe Gewalt, Kriminalistik Verlag, Heidelberg 1985.
- Todesermittlung 2. Tod durch Schuss, Ertrinken, Brand, Unterkühlung, Strom- und Blitzschlag, Vergiftung, Kriminalistik Verlag, Heidelberg 1985.
- Tod durch Strangulation. Selbstmord oder Mord? In: Kriminalistik. Unabhängige Zeitschrift für die gesamte kriminalistische Wissenschaft und Praxis, Heidelberg 1982.
- Der Tod in der Badewanne. In: Kriminalistik, Heidelberg 1981.
- Tod durch gewaltsames Ersticken. In: Kriminalistik, Heidelberg 1983.
- Alkohol – das akzeptierte Rauschgift. Jahr für Jahr mehr Alkoholtote als Drogentote. In: Kriminalistik, Heidelberg 1980.
- Mit Toten in der Wohnung leben. In: Kriminalistik, Heidelberg 1984.
- Röntgendiagnostik und Kriminalistik. Ein kasuistischer Beitrag, zugleich ein Beitrag zum Thema „Fehler im Ermittlungsverfahren“. In: Kriminalistik, Heidelberg 1977.
- Den Blutspurenweg sichtbar gemacht. Aussprühen eines Tatortes mit Leukomalachitgrün. In: Kriminalistik, Heidelberg 1985.